# 柔毛火绒草
柔毛火绒草（学名：Leontopodium villosum）为菊科火绒草属下的一个种。

## 扩展阅读
維基物種上的相關：柔毛火绒草